# Återvändande
Återvändande innebär inom invandringspolitik att en utländsk medborgare som inte uppfyller eller inte längre uppfyller villkoren för inresa eller vistelse i en stat återvänder till sitt ursprungsland. Återvändande kan ske frivilligt eller påtvingat. I det senare fallet verkställs återvändandet normalt av behöriga polismyndigheter i staten.
Inom Europeiska unionen regleras återvändande genom återvändandedirektivet.